# Las Inviernas
Las Inviernas är en ort i Spanien.   Den ligger i provinsen Provincia de Guadalajara och regionen Kastilien-La Mancha, i den centrala delen av landet, 100 km nordost om huvudstaden Madrid. Las Inviernas ligger 980 meter över havet och antalet invånare är 102.
Terrängen runt Las Inviernas är platt åt nordväst, men åt sydost är den kuperad. Runt Las Inviernas är det mycket glesbefolkat, med 2 invånare per kvadratkilometer. Närmaste större samhälle är Cifuentes, 10,4 km söder om Las Inviernas. Trakten runt Las Inviernas består till största delen av jordbruksmark.